# Mil e vinte e quatro
Mil e vinte e quatro (1024) é o número inteiro, que vem depois de 1023 e antes de 1025.
Este número é a potência de dois: {\displaystyle 2^{10}}

## Propriedades matemáticas
- Ele é formado por 10 centenas, 2 dezenas e 4 unidades.
- O numeral romano é MXXIV.

{\displaystyle {\begin{aligned}{\frac {2^{1000}}{10^{300}}}&=\exp \left(\ln \left({\frac {2^{1000}}{10^{300}}}\right)\right)\\&=\exp \left(\ln \left(2^{1000}\right)-\ln \left(10^{300}\right)\right)\\&\approx \exp \left(693.147-690.776\right)\\&\approx \exp \left(2.372\right)\\&\approx 10.72\end{aligned}}}